# 吳質
吳質（178年—230年），字季重，三國魏濟陰（今山東省定陶縣）人。漢末三國時曹魏官員，官至振威將軍，督河北諸軍事。

## 生平
吳質出身寒門，但因才學通博而與曹丕兄弟們交好。後來先後任朝歌縣長和元城縣令。曹魏建立後，曹丕徵召吳質，並任命為北中郎將，使持節都督幽、并諸軍事。後遷振威將軍，督河北諸軍事。太和四年（230年），吳質轉任侍中。當時魏明帝曹叡親政不久，司空陳群錄尚書事，輔助皇帝。吳質則認為輔弼的大臣影響國家的安危，於是對明帝大力稱贊驃騎將軍司馬懿，但則貶抑司空陳群，說他非國相之才。明帝聽後大為同意，翌日即下詔要督責陳群，連天下人都不實地批評陳群。吳質於同年逝世，議諡時以他恃著是文帝曹丕好友而肆意行事，諡為醜侯，後因兒子吳應上書稱枉，最終才於正元年間改諡威侯。
曹丕曾與吳質論政，如寫於建安二十二年（217年）的《與吳質書》，是一篇文情並茂的散文，也是文學批評史的一篇著論，傳誦千古。

## 逸事
- 曹植得寵時，曹丕一次竹筐藏起吳質並用絲絹蓋着，私入府中密謀對策。楊修知道此事，就向曹操告密，曹操派人至曹丕府外偵察。曹丕知道曹操對他有所懷疑，於是告訴吳質，吳質教在明天再以竹筐裝絲絹入府，擾亂曹操視聽。結果第二天楊脩報告給曹操後，使者搜查竹筐無人，因此曹操對楊脩起疑心。
- 曹操出征漢中時，曹丕和曹植都去送行。曹植當時稱述曹操功德，發言都很有條理，連曹操也十分高興。此時曹丕因被曹植搶了風頭而十分惆悵，吳質則在他耳邊叫他只管哭就可。曹丕即在曹操臨出發時哭著拜送，人人都感到欷歔，當時的人都以為曹植言辭華麗但內心不及曹丕真摯誠懇。
- 黃初五年（224年）吳質回朝，曹丕命上將軍及特進以下官員都到吳質家參加宴會。一輪暢飲後，吳質為了讓大家盡興，命演員扮演肥胖的上將軍曹真及瘦削的中領軍朱鑠。曹真因是宗室貴族而大怒，更拔刀睜大眼睛恐嚇要斬殺演員。吳質此時按著劍斥責曹真，朱鑠此時亦站起指責吳質，但被吳質斥責，最終眾將都回到坐上，而朱鑠被斥後感到不忿，唯有拔劍斬向地面泄憤，最終都就此了事。
- 吳質以魏文帝太子時幕僚而獲重用，但時人對其評價似乎不高，甚至也得不到鄉人重視。此外有為人驕矜、無禮之非議，死後更被封為醜侯，但考慮到魏晉時期士族對政治的壟斷，吳質的惡名也可能遭到不滿其寒門出身的士族的渲染。
- 吳質自覺得先前不被鄉人看好，太和年間和董昭入朝時，曾經向董昭抱怨說：「我真想尿死那些鄉人！」，董昭回應：「你不要這樣，我都八十了，不能老是為你淹死他們的。」[5]

## 子孫

### 子女
- 吳應，吳質子，西晉尚書。
- 吳氏，嫁司馬師，被黜。

### 孫
- 吳康，吳應子，晉朝時期相當知名，也擔任過高官。

### 五世孙
- 吴坚

### 六世孫
- 吴坦之，西中郎将功曹
- 吳隱之，東晉官員，官至光祿大夫，加金章紫綬。

## 評價
- 鱼豢《魏略》：“吴质字季重，以才学通博，为五官将及诸侯所礼爱；质亦善处其兄弟之间，若前世楼君卿之游五侯矣。”

## 艺术形象

### 三國演義
吳質與曹丕交誼深厚，時有書信往來。曹丕密請吳質入內府，討論曹操欲立世子一事，就用大簏（竹簍）藏了吳質，秘密進行，結果被丞相主簿楊修知道。楊修是曹植好友，於是向曹操告密，曹丕慌忙告知吳質，吳質說：「無憂也，明日用大簏裝絹再入以惑之。」曹丕真的以大簏裝絹運入，曹操派人搜查並無發現，反而懷疑楊修想中傷曹丕，因此更憎惡他。

### 影视形象
- 1975年电视剧《洛神》：郑子敦饰演吴质
- 1994年电视剧《三国演义》：薛富英饰演吴质
- 1999年电视剧《曹操》：李作民饰演吴质
- 2002年电视剧《洛神》：郭德信饰演吴质
- 2010年电视剧《三国》：王茂蕾饰演吴质
- 2013年电视剧《新洛神》：娄亚江饰演吴质
- 2017年电视剧《軍師聯盟》：王增奇饰演吴质

### 漫畫
《火鳳燎原》（陳某）:於周瑜亡命篇後初次登場，隨於曹丕軍中。

## 延伸阅读
[在维基数据编辑]
 在维基文库阅读此作者作品
 《三國志·卷21》，出自陳壽《三國志》